# Bobsleigh en los Juegos Olímpicos de Milán-Cortina d'Ampezzo 2026
Las competiciones de bobsleigh en los Juegos Olímpicos de Milán-Cortina d'Ampezzo 2026 se realizarán en el Centro de Deportes de Deslizamiento de Cortina d'Ampezzo en febrero de 2026.
En total se disputarán en este deporte cuatro pruebas diferentes, dos masculinas y dos femeninas.